# Теорема Ландау — Янга
Теорема Ландау — Янга в квантовой механике представляет собой правило отбора для частиц, распадающихся на два фотона. Носит название по именам доказавших её физиков: Л. Д. Ландау (1948) и Ч.-Н. Янга (1950). Теорема утверждает, что массивная частица со спином 1 не может распасться на два реальных фотона. 

## Предположения
В качестве фотона здесь может выступать любая безмассовая частица со спином 1 и без внутренних степеней свободы. Фотон — единственная известная частица с такими свойствами, однако теорема выполняется и для распада на любые две одинаковые гипотетические частицы с этими свойствами (например, тёмные фотоны).

## Следствия
Теорема ведёт к ряду следствий в физике элементарных частиц. Например:
- ρ-мезон (спин 1) не может распадаться на два фотона, в отличие от нейтрального пиона (спин 0), который почти всегда распадается в это конечное состояние (98,8 % случаев)[3].
- Z-бозон (спин 1) не может распадаться на два фотона.
- Бозон Хиггса, распад которого на два фотона наблюдался в 2012 году[4][5], не может иметь спин 1 в моделях, предполагающих выполнение теоремы Ландау — Янга. Измерения, проведённые в 2013 году, подтвердили, что спин бозона Хиггса равен 0[6].